# Valmont (Seine-Maritime)
Valmont település Franciaországban, Seine-Maritime megyében. Lakosainak száma 869 fő (2022. január 1.). Valmont Angerville-la-Martel, Colleville, Gerponville, Riville, Thérouldeville, Theuville-aux-Maillots, Thiergeville és Thiétreville községekkel határos.

## Népesség
A település népessége az elmúlt években az alábbi módon változott:
| Lakosok száma | 926  | 856  | 866  | 847  | 852  | 858  | 863  | 867  | 869  |
|               | 2013 | 2015 | 2016 | 2017 | 2018 | 2019 | 2020 | 2021 | 2022 |